# Ullerup Sogn
Ullerup Sogn (deutsch Ulderup) ist eine Kirchspielsgemeinde (dän.: Sogn)  in Nordschleswig im südlichen Dänemark.

## Geschichte
Bis 1920 gehörte der Amtsbezirk Ulderup sowie der Kreis Sonderburg zum Deutschen Reich und wurde auf Grund der im Friedensvertrag von Versailles vorgesehenen Volksabstimmung in Schleswig an Dänemark abgetreten. Von 1920 bis 1970 gehörte sie zur Harde Nybøl Herred im damaligen Aabenraa-Sønderborg Amt, danach zur Sundeved Kommune im damaligen Sønderjyllands Amt, die im Zuge der Kommunalreform zum 1. Januar 2007 in der „neuen“  Sønderborg Kommune in der Region Syddanmark aufgegangen ist.
Im Kirchspiel leben 1649 Einwohner, davon 363 im Kirchdorf (Stand:1. Januar 2023).

## Verkehr
Der zweitgrößte Ort im Kirchspiel, Avnbøl (deutsch Auenbüll), hatte einen Bahnhof an der Bahnstrecke Sønderborg–Tinglev. Dieser wurde 1955 zum Haltepunkt abgestuft und 1974 aufgelöst.

## Persönlichkeiten
- Nicolaus Oest (1719–1798), lutherischer Geistlicher und Autor
- Ernst Schumacher (1881–1952), deutscher Marineoffizier, zuletzt Konteradmiral z. V. im Zweiten Weltkrieg